# Trent Bray
Trent Anthony Bray (Auckland, 1 de septiembre de 1973) es un deportista neozalandés que compitió en natación, especialista en el estilo libre.
Ganó cuatro medallas en el Campeonato Mundial de Natación en Piscina Corta entre los años 1993 y 1997.

## Palmarés internacional
| Campeonato Mundial en Piscina Corta | Campeonato Mundial en Piscina Corta | Campeonato Mundial en Piscina Corta | Campeonato Mundial en Piscina Corta |
| Año                                 | Lugar                               | Medalla                             | Prueba                              |
| ----------------------------------- | ----------------------------------- | ----------------------------------- | ----------------------------------- |
| 1993                                | Palma de Mallorca (España)          | Medalla de plata                    | 200 m libre                         |
| 1995                                | Río de Janeiro (Brasil)             | Medalla de oro                      | 4 × 100 m estilos                   |
| 1995                                | Río de Janeiro (Brasil)             | Medalla de plata                    | 200 m libre                         |
| 1997                                | Gotemburgo (Suecia)                 | Medalla de plata                    | 200 m libre                         |